# Dorylomorpha latifrons
Dorylomorpha latifrons är en tvåvingeart som beskrevs av Hardy 1972. Dorylomorpha latifrons ingår i släktet Dorylomorpha och familjen ögonflugor.
Artens utbredningsområde är Myanmar. Inga underarter finns listade i Catalogue of Life.